# Speedway (Elvis Presley-album)
Speedway är det sjuttonde soundtrackalbumet av den amerikanske sångaren och musikern Elvis Presley, släppt av RCA Victor i såväl mono som stereo (LPM/LSP 3989) den 26 maj 1968. Speedway utgörs i första hand av soundtracket till filmen från 1968 med samma namn, i vilken Elvis Presley spelade huvudrollen, men också av några bonuslåtar. Inspelningssessionerna till filmlåtarna ägde rum i Metro-Goldwyn-Mayers studio i Hollywood i Kalifornien den 20 och 21 juni 1967. Albumet nådde som bäst plats 82 på Billboard 200-listan i USA.
Speedway kom att bli det album av Elvis Presley som placerade sig lägst på topplistorna och också det album som sålde minst, färre än 100 000 exemplar, och Elvis dåliga försäljningssiffror vid denna tid kom att äventyra hans inspelningskarriär. Bland annat till följd av den dåliga försäljningen, kom Speedway att bli det sista soundtrackalbumet som utkom med Elvis, och detta blev därmed den sista spelfilmen av honom där ett soundtrackalbum utgavs parallellt med filmen. Hans fem sista inspelade filmer under decenniet – Stay Away, Joe, Live a Little, Love a Little, Charro!, The Trouble with Girls och Change of Habit – fokuserade mer på skådespelaren än på sångaren Elvis Presley, och antalet låtar som ingick i filmerna var färre. Detta är också det sista Elvis Presley-albumet som släpptes i både stereo- och monoutgåvor eftersom mono höll på att fasas ut av branschen, vilket gör den sällsynta monopressningen av Speedway (LPM-3989) till ett eftertraktat föremål bland samlare.

## Bakgrund

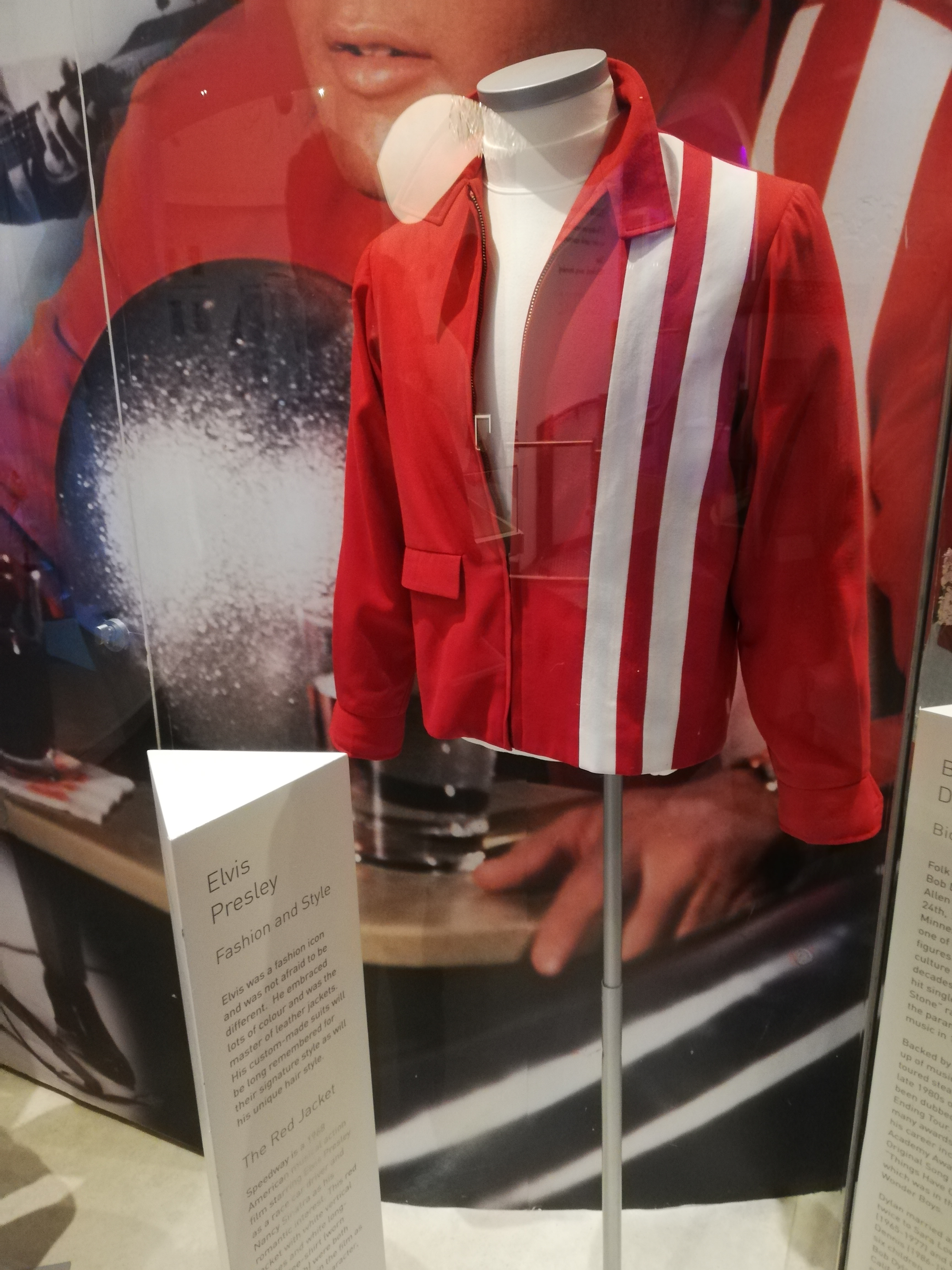
Den jacka som Elvis Presley bar i filmen Speedway (1968) och som han också bar på omslaget till albumet Speedway.

Vid tiden för inspelningen av soundtracket till filmen Speedway hade det gått mer än ett år sedan Elvis tog kontroll över en inspelning och spelade in annat än filmmusik. Under denna tid hade i stället fyra soundtrack spelats in – inspelningar som Elvis brydde sig allt mindre om, samtidigt som försäljningssiffrorna dalade. Filmen Speedway utgjorde inget undantag, utan gick i samma stil som Elvis tidigare filmer, men kom samtidigt att bli den sista av de typiska Elvis-filmerna enligt det gällande standardiserade konceptet. Det största problemet för Elvis var bristen på bra låtmaterial. Det var ingen brist på antalet låtar som Elvis kunde välja mellan, men han förkastade de flesta direkt då han ansåg dem vara undermåliga. I och med den sjunkande skivförsäljningen var det heller inte längre lika attraktivt för låtskrivare att skriva låtar till en Elvis-film, där dessutom sannolikheten var stor att Elvis inte skulle spela in dem.
Inte heller till filmen Speedway var låtmaterialet särdeles bra och ingen av låtarna var egentligen tillräckligt stark för att kunna bli en slagkraftig singel. Den singel som ändå gavs ut, "Your Time Hasn't Come Yet Baby" med "Let Yourself Go" som B-sida, nådde bara en blygsam 72:a respektive 71:a plats, och eftersom den föregående singeln "You'll Never Walk Alone" och den efterföljande "A Little Less Conversation", sålde ungefär lika dåligt, och Speedway-albumet bara nådde plats 82 på Billboard 200-listan i USA, hade vid denna tid Elvis Presleys inspelningskarriär nära nog havererat. Albumet Speedway kom inte bara att bli det Elvisalbum som placerade sig lägst på topplistorna, utan också det med färst sålda exemplar, under 100 000. Det som återstod för att rädda karriären var den kommande TV-specialen.

## Låtarna på albumet
Åtta låtar spelades in av Elvis Presley i MGM Sound Stage i Hollywood i Kalifornien den 20–21 juni 1967 och sex av dessa togs med i filmen. Nancy Sinatra sjöng duett med Elvis på slutversen av "There Ain't Nothing Like a Song" och bidrog dessutom med en egen sång genom Your Groovy Self" – den enda gången på en Elvisskiva (utgiven under Elvis livstid) där det förekommer en låt i vilken Elvis inte medverkar. Nancy Sinatras bidrag spelades in vid en separat session den 26 juni, och producent var Lee Hazlewood. För att fylla och fullborda albumet togs tre låtar – inspelade 1963, 1967 och 1968 – också med på albumet.

### Inspelningssessionen den 20–21 juni 1967
Filmens titelsång, "Speedway", hade skrivits av Mel Glazer och Stephen Schlaks. Låten saknade en tydlig melodislinga och arrangemanget var en aning rörigt. Delar av den andra versen redigerades bort på den version som ingick i filmen. "There Ain't Nothing Like a Song" var en överbliven låt som Elvis tidigare hade valt bort i samband med inspelningen av soundtracket till filmen Spinout. I sista versen av denna låt sjunger Elvis och hans motspelerska i filmen, Nancy Sinatra, duett, men Nancy Sinatras sång är inspelad vid ett senare tillfälle och pålagd i efterhand.
"Your Time Hasn't Come Yet Baby" är inspelad med omsorg, och avslutningen minner om Felix Mendelssohns "Brudmarsch". Den kom att släppas som singel, och Billboard menade att den hade god försäljningspotential. Den nådde dock bara plats 72 på singellistan i USA, medan den i Storbritannien nådde plats 22. "Who Are You (Who Am I)" är en mild ballad arrangerad i rumbatakt och som innehåller ett saxofonsolo av Boots Randolph.
"He's Your Uncle, Not Your Dad" handlade om betalning av inkomstskatt, och är en av de mer illa beryktade låtarna på skivan – en låt som Matthew-Walker ansåg vara så dålig att den inte var värdig Elvis Presley. Det är ett exempel på en låt som kunde vara underhållande i sitt sammanhang på film, men inte på ett album.
Joy Byers "Let Yourself Go" kan ha varit sessionens mest betydande låt. Det var en bluesliknande sång som gavs ett arrangemang likt det på "Night Life", vilken var en av de låtar som spelades in till, men inte kom med i, filmen Viva Las Vegas. "Let Yourself Go" gavs också ut på singel i maj 1968 (plats 71), dock som B-sida till "Your Time Hasn't Come Yet Baby". "Let Yourself Go" kom att spelas in på nytt på "Western Recorders" i Burbank den 20 juni 1968 för att ingå i '68 Comeback Special, och den gavs då ett råare uttryck. "Five Sleepy Heads" är en vaggvisa i "Big Boots"-stil. Låten klipptes bort från filmen. Melodin är tagen från Johannes Brahms Wiegenlied.
Den enda gången under sessionen då Elvis kände sig verkligt engagerad, var under inspelningen av den vemodiga och vackra balladen "Suppose". Elvis hade fattat tycke för låten och tidigare under året spelat in en version hemma i den bostad han hade i Bel Air i Los Angeles i Kalifornien. Han hade därefter låtit producenten Felton Jarvis göra pålägg på inspelningen för att eventuellt kunna ge ut den. Påläggen gjordes också, men den inspelningen kom inte att ges ut förrän långt senare, år 1993. Under sessionen spelade Elvis in låten på nytt och i två olika versioner. Den kom dock inte med i filmen men väl på albumet. Emellertid hade den liten kommersiell dragningskraft.

### Övriga låtar

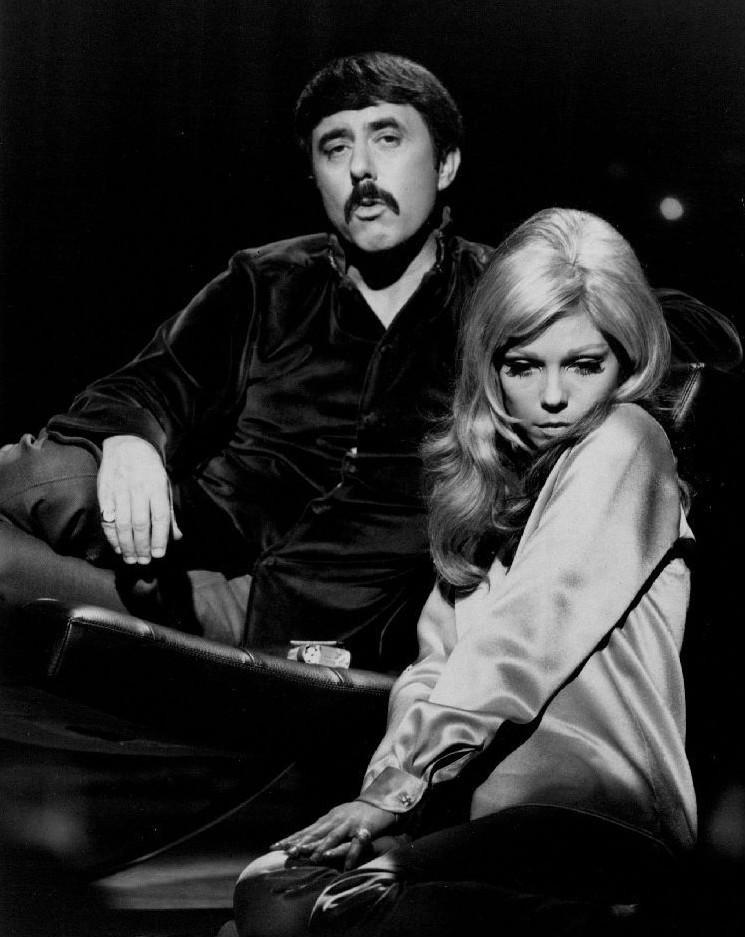
Nancy Sinatra och Lee Hazlewood 1968.

För att fylla albumet behövdes fler låtar. "Your Groovy Self" hade skrivits av Lee Hazlewood och spelades in av Elvis medspelare Nancy Sinatra fem dagar efter att Elvis hade gjort sina inspelningar. Elvis hade sällan delat rampljuset med kvinnliga sångare, och de uppenbara undantagen var de korta bidragen från Ann-Margret i Viva Las Vegas och Nancy Sinatra i just Speedway. Nancy Sinatras "Your Groovy Self" var första och enda gången som en låt av en annan artist förekom på ett officiellt Elvisalbum utgivet under Elvis livstid och där Elvis inte var med.
Av de tre ytterligare bonusspåren på albumet, var "Western Union" en överbliven låt från en studiosession som hade ägt rum i RCA:s studio B i Nashville i maj 1963. Det var en låt snarlik Elvis listtvåa "Return to Sender" från 1962.
Såväl filmen som albumet gavs ut ett år efter att studioinspelningarna hade ägt rum, och två av bonuslåtarna på albumet hade spelats in i tiden däremellan. "Mine" var en medryckande men ändå rätt blygsam ballad som hade spelats in under den så kallade "Guitar Man"-sessionen i RCA:s Studio B i Nashville i september 1967. Låten hade funnits med ett bra tag och hade varit en kandidat till att spelas in redan 1965 för filmen Paradise, Hawaiian Style. "Goin' Home" var ännu en låt av Joy Byers, och den spelades in i januari 1968, också den i RCA:s Studio B i Nashville, ursprungligen tänkt för filmen Stay Away, Joe, som trots att den spelades in efter Speedway utkom före densamma.

## Återutgivningar
Tre låtar från detta album togs med på Command Performances: The Essential 60s Masters II från år 1995 – de båda sidorna på singeln och titelspåret. År 2016 återutgavs Speedway på Follow That Dream-etiketten på två cd:ar i en speciell utgåva som innehöll de ursprungliga låtarna från albumet, såväl de i stereo som i mono, tillsammans med remixade versioner av de låtar som spelades in för filmen och ett antal alternativa tagningar.

## Låtlistor –Speedway

### 1968 – originalutgåva, LP
| 1. | Speedway                                                  | Mel Glazer, Stephen Schlaks | 20–21 juni 1967                                           | 2:10 |
| 2. | There Ain't Nothing Like a Song (duett med Nancy Sinatra) | Joy Byers, Bob Johnston     | 20 juni 1967 (Elvis Presley) 26 juni 1967 (Nancy Sinatra) | 2:06 |
| 3. | Your Time Hasn't Come Yet, Baby                           | Joel Hirschhorn, Al Kasha   | 20 juni 1967                                              | 1:49 |
| 4. | Who Are You (Who Am I)                                    | Ben Weisman, Sid Wayne      | 20–21 juni 1967                                           | 2:32 |
| 5. | He's Your Uncle, Not Your Dad                             | Ben Weisman, Sid Wayne      | 21 juni 1967                                              | 2:25 |
| 6. | Let Yourself Go                                           | Joy Byers                   | 21 juni 1967                                              | 2:56 |

| 1.           | Your Groovy Self (av Nancy Sinatra) | Lee Hazlewood               | 26 juni 1967      | 2:54  |
| 2.           | Five Sleepy Heads (bonusspår)       | Roy C. Bennett, Sid Tepper  | 20–21 juni 1967   | 1:29  |
| 3.           | Western Union (bonusspår)           | Roy C. Bennett, Sid Tepper  | 27 maj 1963       | 2:10  |
| 4.           | Mine (bonusspår)                    | Roy C. Bennett, Sid Tepper  | 10 september 1967 | 2:36  |
| 5.           | Goin' Home (bonusspår)              | Joy Byers                   | 16 januari 1968   | 2:23  |
| 6.           | Suppose (bonusspår)                 | Sylvia Dee, George Goehring | 20–21 juni 1967   | 2:01  |
| Total längd: | Total längd:                        | Total längd:                | Total längd:      | 27:31 |

### 2016 – FTD-utgåva, 2 cd
| 1.  | Speedway                                                  | Mel Glazer, Stephen Schlaks | 20–21 juni 1967                                           | 2:12 |
| 2.  | There Ain't Nothing Like a Song (duett med Nancy Sinatra) | Joy Byers, Bob Johnston     | 20 juni 1967 (Elvis Presley) 26 juni 1967 (Nancy Sinatra) | 2:11 |
| 3.  | Your Time Hasn't Come Yet, Baby                           | Joel Hirschhorn, Al Kasha   | 20 juni 1967                                              | 1:53 |
| 4.  | Who Are You (Who Am I)                                    | Ben Weisman, Sid Wayne      | 20–21 juni 1967                                           | 2:35 |
| 5.  | He's Your Uncle, Not Your Dad                             | Ben Weisman, Sid Wayne      | 21 juni 1967                                              | 2:30 |
| 6.  | Let Yourself Go                                           | Joy Byers                   | 21 juni 1967                                              | 3:02 |
| 7.  | Your Groovy Self (Nancy Sinatra)                          | Lee Hazlewood               | 26 juni 1967                                              | 2:57 |
| 8.  | Five Sleepy Heads                                         | Roy C. Bennett, Sid Tepper  | 20–21 juni 1967                                           | 1:32 |
| 9.  | Western Union                                             | Roy C. Bennett, Sid Tepper  | 27 maj 1963                                               | 2:12 |
| 10. | Mine                                                      | Roy C. Bennett, Sid Tepper  | 10 september 1967                                         | 2:38 |
| 11. | Goin' Home                                                | Joy Byers                   | 16 januari 1968                                           | 2:23 |
| 12. | Suppose Remixed Soundtracks Masters                       | Sylvia Dee, George Goehring | 20–21 juni 1967                                           | 2:08 |
| 13. | There Ain't Nothing Like a Song                           | Joy Byers, Bob Johnston     | 20 juni 1967                                              | 2:22 |
| 14. | Your Time Hasn't Come Yet, Baby                           | Joel Hirschhorn, Al Kasha   | 20 juni 1967                                              | 2:04 |
| 15. | Five Sleepy Heads                                         | Roy C. Bennett, Sid Tepper  | 20–21 juni 1967                                           | 1:43 |
| 16. | Who Are You (Who Am I)                                    | Ben Weisman, Sid Wayne      | 20–21 juni 1967                                           | 2:54 |
| 17. | Speedway                                                  | Mel Glazer, Stephen Schlaks | 20–21 juni 1967                                           | 2:48 |
| 18. | Suppose                                                   | Sylvia Dee, George Goehring | 20–21 juni 1967                                           | 2:12 |
| 19. | Let Yourself Go                                           | Joy Byers                   | 21 juni 1967                                              | 3:07 |
| 20. | He's Your Uncle, Not Your Dad Outtakes                    | Ben Weisman, Sid Wayne      | 21 juni 1967                                              | 2:41 |
| 21. | Suppose (long version)                                    | Sylvia Dee, George Goehring | 20–21 juni 1967                                           | 3:21 |
| 22. | Let Yourself Go (take 5)                                  | Joy Byers                   | 21 juni 1967                                              | 3:14 |
| 23. | Let Yourself Go (take 6)                                  | Joy Byers                   | 21 juni 1967                                              | 3:17 |
| 24. | Your Time Hasn't Come Yet, Baby (movie version)           | Joel Hirschhorn, Al Kasha   | 20 juni 1967                                              | 2:04 |
| 25. | Goin' Home (takes 16, 23)                                 | Joy Byers                   | 16 januari 1968                                           | 3:59 |
| 26. | Mine (takes 1, 2, 3, 4)                                   | Roy C. Bennett, Sid Tepper  | 10 september 1967                                         | 5:38 |
| 27. | Mine (takes 8, 9)                                         | Roy C. Bennett, Sid Tepper  | 10 september 1967                                         | 3:34 |
| 28. | Mine (take 13)                                            | Roy C. Bennett, Sid Tepper  | 10 september 1967                                         | 2:48 |
| 29. | Suppose (Nashville master)                                | Sylvia Dee, George Goehring | sent 1966/tidigt 1967                                     | 3:05 |

| 1.  | Speedway                                                  | Mel Glazer, Stephen Schlaks | 20–21 juni 1967                                           | 2:15 |
| 2.  | There Ain't Nothing Like a Song (duett med Nancy Sinatra) | Joy Byers, Bob Johnston     | 20 juni 1967 (Elvis Presley) 26 juni 1967 (Nancy Sinatra) | 2:12 |
| 3.  | Your Time Hasn't Come Yet, Baby                           | Joel Hirschhorn, Al Kasha   | 20 juni 1967                                              | 1:53 |
| 4.  | Who Are You (Who Am I)                                    | Ben Weisman, Sid Wayne      | 20–21 juni 1967                                           | 2:37 |
| 5.  | He's Your Uncle, Not Your Dad                             | Ben Weisman, Sid Wayne      | 21 juni 1967                                              | 2:31 |
| 6.  | Let Yourself Go                                           | Joy Byers                   | 21 juni 1967                                              | 3:02 |
| 7.  | Your Groovy Self (Nancy Sinatra)                          | Lee Hazlewood               | 26 juni 1967                                              | 2:57 |
| 8.  | Five Sleepy Heads                                         | Roy C. Bennett, Sid Tepper  | 20–21 juni 1967                                           | 1:32 |
| 9.  | Western Union                                             | Roy C. Bennett, Sid Tepper  | 27 maj 1963                                               | 2:15 |
| 10. | Mine                                                      | Roy C. Bennett, Sid Tepper  | 10 september 1967                                         | 2:39 |
| 11. | Goin' Home                                                | Joy Byers                   | 16 januari 1968                                           | 2:24 |
| 12. | Suppose Bonus                                             | Sylvia Dee, George Goehring | 20–21 juni 1967                                           | 2:06 |
| 13. | Suppose (long version)                                    | Sylvia Dee, George Goehring | 20–21 juni 1967                                           | 3:03 |

## Personer på inspelningarna
| 20–21 juni 1967 – MGM Sound Stage, Hollywood, Kalifornien Musiker - Elvis Presley (sång) - The Jordanaires: Gordon Stoker; Neal Matthews; Hoyt Hawkins; Ray Walker (bakgrundssång) - Chip Young (gitarr) - Hilmer J. 'Tiny' Timbrell (gitarr) - Tommy Tedesco (gitarr) - Bob Moore (bas) - D. J. Fontana (trummor) - Murrey 'Buddy' Harman (trummor) - Larry Muhoberac (piano) - Peter Drake (steel guitar) - Homer 'Boots' Randolph (saxofon) - Charlie McCoy (trumpet) - Charlie Hodge (piano på "Suppose" – långa & korta versionen) - Ray Walker (sång på "He's Your Uncle, Not Your Dad" – skivversionen) Inspelningsansvariga - Jeffrey Alexander (producent) - Aaron Rochin (ljudtekniker) - Lyle Burbridge (ljudtekniker) | 26 juni 1967 – United Recorders, Hollywood, Kalifornien Musiker - Nancy Sinatra (sång på "Your Groovy Self", röstpålägg på "There Ain't Nothing Like a Song") - Billy Strange (gitarr) - Donnie Lanier (gitarr) - Donald Owens (gitarr) - Al Casey (gitarr) - Chuck Berghofer (bas) - Don Randi (piano) - Larry Knechtel (piano) - Hal Blaine (trummor) - Roy Caton (trumpet) - Virgil Evans (trumpet) - Oliver Mitchell (trumpet) - Dick Hyde (trombon) Inspelningsansvariga - Jeffrey Alexander (producent för MGM) - Lee Hazlewood (producent) - Eddie Bracket (ljudtekniker) - Billy Strange (arrangör) |

## Listplacering

### Speedway – Album
| Topplista (1968)    | Högsta placering |
| ------------------- | ---------------- |
| USA (Billboard 200) | 82               |